# Kompaktheit (Masse)
Die dimensionslose Kompaktheit {\displaystyle {\mathcal {C}}} einer Masse in der Astronomie ist das Verhältnis von Gravitationsradius {\displaystyle r_{G}} zum geometrischen Radius {\displaystyle R}:
{\displaystyle {\mathcal {C}}:={\frac {r_{G}}{R}}={\frac {GM}{R\,c^{2}}}={\frac {1}{2R}}\cdot r_{S}}
mit
- der Gravitationskonstante {\displaystyle G}
- der Masse {\displaystyle M} des Objekts
- dem Schwarzschildradius {\displaystyle r_{S}} des Objekts
- der Lichtgeschwindigkeit {\displaystyle c}.

Eine Masse gilt als kompakt, wenn relativistische Effekte stark ausgeprägt sind bzw. der geometrische Radius nur noch 1 bis 2 Größenordnungen größer als der Schwarzschildradius ist, also wenn {\displaystyle {\mathcal {C}}\geq 0{,}01}.
Die Kompaktheit darf nicht verwechselt werden mit der Dichte, die für kugelförmige Objekte anders definiert ist.

## Beispiele
Die Kompaktheit eines Neutronensterns beträgt {\displaystyle 0{,}16}, diejenige der Erde jedoch nur {\displaystyle 7\cdot {10}^{-10}}.